# Közel a Naphoz
A Közel a Naphoz Kovács Kati hatodik nagylemeze, az LGT-vel készített lemezek közül a második. 1975-ben készült, 1976-ban jelent meg.
A lemez elég nehéz körülmények között készült, hiszen ekkor mind az énekesnő, mind a zenekar igen nagy népszerűségnek örvendett, sok fellépésük volt, s idejüket összeegyeztetni nem volt kis feladat.
A Kék farmer c. dalt hárman éneklik: az énekesnő mellett Karácsony János és Somló Tamás, az El ne hagyd magad pedig duett Somló Tamással.
Az  El ne hagyd magad c. dalt 1974-ben az LGT adta elő angolul az All Aboard, illetve a Locomotiv GT ’74 USA c. albumokon.
A Ha a dobos megengedné c. dal Lengyelországban kislemezen is megjelent. Érdekessége, hogy nagy részében egyetlen dob kíséri az énekhangot.
Az Ismersz jól c. szerzeményt a Locomotiv GT V. negyedik oldalára is felvették, átdolgozva, funkys felfogásban, de végül nem került rá a lemezre.
Újrakiadás: 1995 (CD, kazetta, mint Adamis Anna szerzői lemeze)

## Dalok
- A

1. Tíz év az úton (Presser Gábor)
2. Nekem biztos lesz egy fiam (Presser Gábor–Adamis Anna)
3. Kék farmer (Somló Tamás–Laux József)
4. Közel a Naphoz (Presser Gábor–Adamis Anna)
5. Apák és anyák (Presser Gábor–Adamis Anna)

- B

1. Taníts meg élni (Somló Tamás–Adamis Anna)
2. Ismersz jól (Presser Gábor–Adamis Anna)
3. Segíts túl az éjszakán (Somló Tamás–Adamis Anna)
4. El ne hagyd magad (Somló Tamás–Adamis Anna)
5. Ha a dobos megengedné (Presser Gábor)

## Közreműködők
- Kovács Kati
- Locomotiv GT
  - Presser Gábor
  - Somló Tamás
  - Karácsony János
  - Laux József

## EgyébKovács Kati–LGTközös produkciók
1974 Kovács Kati és a Locomotiv GT (album)
1976 Rock and roller (válogatásalbum)
1979 Presser Gábor szerzői estje a Magyar Rádióban
1980 Ennyi kell (Kojak Budapesten c. film zenéje)
1982 Játssz még! (Kovács Kati és Sztevanovity Zorán duettje)
1987 Kérlek, fogadd el (Kovács Kati és Karácsony János duettje)